# Aretaon (Gattung)

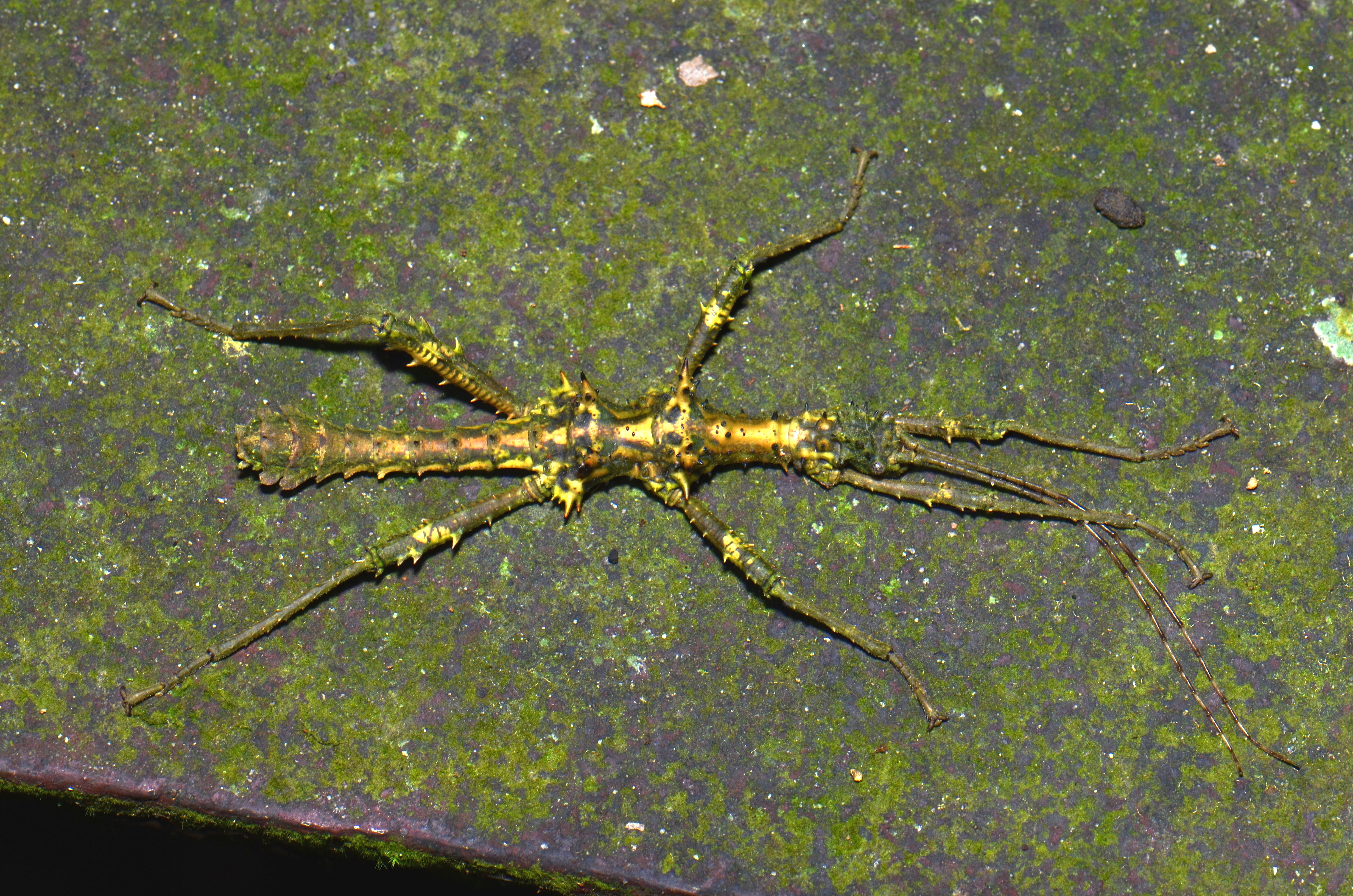
Männchen von Aretaon muscosus aus Mulu

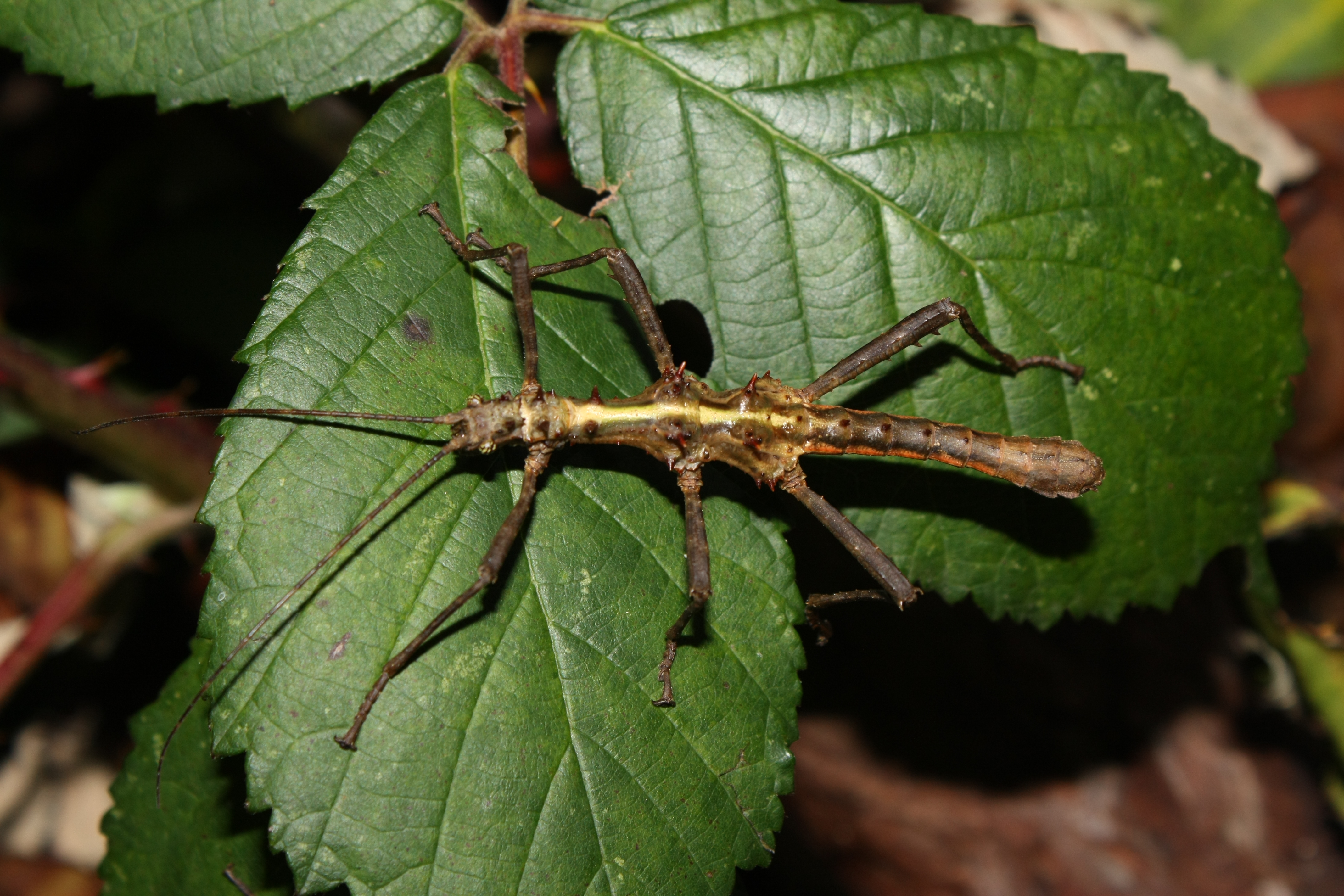
Männchen von Aretaon asperrimus von der Insel Palawan

Die Gattung Aretaon ist eine auf Borneo und der philippinischen Insel Palawan beheimatete Gespenstschrecken-Gattung.

## Merkmale
Die Arten der Gattung Aretaon entsprechen im Habitus typischen Vertretern der Obrimini und ähneln im Erscheinungsbild sehr denen der Gattungen Trachyaretaon und Sungaya. Wie diese sind sie in beiden Geschlechtern flügellos. Die Männchen bleiben mit ca. 47 bis 54 Millimetern Länge kleiner als die zwischen 72 und 88 Millimeter langen Weibchen. Bei Eier legenden adulten Weibchen ist der Hinterleib in der Mitte deutlich in Höhe und Breite verdickt und damit im Querschnitt fast kreisrund. Wie bei den anderen Gattungen der Obriminae umgibt ein Legestachel am Ende des Abdomens den eigentlichen Ovipositor. Er wird ventral aus dem achten Sternit gebildet, welche als Subgenitalplatte oder Operculum bezeichnet wird und dorsal aus dem elften Tergum, welches hier Supraanalplatte oder Epiproct genannt wird. Anders als Trachyaretaon-Arten haben sie ein Paar deutliche Stacheln im vorderen Bereich des Mesonotums. Im Metasternum sind weder Löcher oder Gruben noch wahrnehmbare Schlitze zu erkennen, welche für Vertreter der Gattungen Brasidas und Obrimus typisch sind.

## Verbreitung
Die bisher beschriebenen Vertreter der Gattung sind im malaiischen Teil der Inseln Borneo beheimatet. Aretaon asperrimus ist im Norden der Insel, also im Bundesstaat Sabah zu finden. Außerdem soll diese Art auch auf Labuan und auf der philippinischen Insel Luzon, genauer in Benguet vorkommen. Aretaeon muscosus ist im weiter nordwestlich gelegenen Bundesstaat Sarawak, genauer im Nationalpark Gunung Mulu beheimatet, soll aber auch aber auch in Sabah vorkommen. Auf der philippinischen Insel Palawan sind weitere Exemplare von Aretaon asperrimus gesammelt worden, die sich von den auf Borneo heimischen in der Färbung unterscheiden. Ihr Status war zunächst nicht geklärt. Ihre Zugehörigkeit zu Aretaon asperrimus konnte aber durch 2021 veröffentlichte Genanalysen bewiesen werden.

## Systematik und Etymologie
James Abram Garfield Rehn & John W. H. Rehn errichteten die Gattung Aretaon 1939 für zwei von Josef Redtenbacher als Obrimus asperrimus und Obrimus muscosus beschriebene Arten. Typusart der Gattung ist Aretaon asperrimus. Der Name „Aretaon“ ist der griechischen Mythologie entlehnt und bezeichnet dort unter anderem einen Verteidiger Trojas. Da Aretaon muscosus lediglich anhand einiger sehr stark bedornten beziehungsweise mit vielen Loben versehener, 47 bis 64 mm langer Nymphen erfolgte, war deren Artstatus lange umstritten. Bereits 1935 wurde von Klaus Günther in Betracht gezogen, dass es sich bei diesen Tieren um Nymphen von Aretaon asperrimus handeln könnte. Wegen der ausgeprägten Bedornung der kleineren Tiere hielt er dies jedoch für unwahrscheinlich. Auch Philip Bragg, der bereits die Erfahrung gemacht hatte, das die Bedornung adulter Aretaon asperrimus deutlich reduziert ist, erwähnte 2001 diese Möglichkeit, hielt eine Synonymisierung aber für zu vorschnell. Im Jahr 2004 erwähnt auch Oliver Zompro, dass Aretaeon muscosus mit großer Wahrscheinlichkeit ein Synonym von Aretaon asperrimus ist. Bei Daniel Otte und Paul D. Brock wird Aretaeon muscosus 2005 schließlich als Synonym geführt. Dadurch wurde Aretaon zu einer monotypischen Gattung. Francis Seow-Choen revalidisierte die Art 2016 da ihre Typen perfekt mit den von ihm gefundenen Tieren aus dem Nationalpark Gunung Mulu übereinstimmen.

## Terraristik
Bereits 1992 und 1996 wurde Aretaon asperrimus für die Terraristik eingeführt. Beide Stämme sind am Kinabalu gesammelt worden. Die Phasmid Study Group führt diese unter der PSG-Nummer 118. Ein weiterer, farblich gut unterscheidbarer, sexueller Stamm geht auf ein befruchtetes Weibchen zurück, welches Joachim Bresseel 2010 vom Mount Gantung auf Palawan erhalten hatte. Er wurde zunächst als Aretaon sp. 'Palawan' bezeichnet und erhielt die PSG-Nummer 329. Seit seiner Identifizierung 2021 wird er als Aretaon asperrimus 'Palawan' angesprochen.
Im Juli 2014 sammelte Albert Kang im Nationalpark Gunung Mulu eine weitere Art, welche von Thierry Heitzmann 2015 zunächst sexuell nachgezogen werden konnte. Aus den von ihm nach Europa geschickten Eiern resultierte ein parthenogenetischer Zuchtstamm, welcher zunächst als Aretaon sp. 'Mulu' bezeichnet wurde. Die Art entspricht sowohl in ihrer Erscheinung, als auch in ihrem Fundort den von Seow-Choen als Aretaeon muscosus identifizierten Tieren, so dass der Zuchzstamm als Aretaeon muscosus 'Mulu' angesprochen wird.